# Obléhání Korintu
Obléhání Korintu (francouzsky Le siège de Corinthe) je opera o třech jednáních italského skladatele Gioacchina Rossiniho složená na francouzské libreto Luigiho Balocchiho a francouzského básníka Alexandra Soumeta. Opera je založena na přepracované části hudby z jeho vlastní opery Mohamed druhý, složené v roce 1820 pro Neapol, jejíž libreto napsal dramatik a libretista Cesare della Valle.
Obléhání Korintu bylo Rossiniho první francouzskou operou (známou také ve své italské verzi jako L'assedio di Corinto) a bylo poprvé uvedeno v budově pařížské opery Salle Le Peletier v Opéra national de Paris dne 9. října 1826.

## Postavy
| Role                           | Typ hlasu    | premiérové obsazení, 9. října 1826 (dirigent: François Antoine Habeneck) |
| ------------------------------ | ------------ | ------------------------------------------------------------------------ |
| Cléomène, guvernér Korintu     | tenor        | Louis Nourrit                                                            |
| Pamira, jeho dcera             | soprán       | Laure Cinti-Damoreau                                                     |
| Néoclès, mladý řecký důstojník | tenor        | Adolphe Nourrit                                                          |
| Mohamed II                     | bas          | Henri-Étienne Dérivis                                                    |
| Adraste                        | tenor        | Bonel                                                                    |
| Hiéros                         | bas          | Alexandre-Aimé Prévost                                                   |
| Ismène                         | mezzo-soprán | Frémont                                                                  |
| Omar                           | tenor        | Ferdinand Prévôt                                                         |